# 舒国公主 (宋英宗)
舒國公主（?—?），本名不詳，為北宋第五代皇帝宋英宗的皇女，宋神宗的妹妹。
初封德安郡主，在其父宋英宗未登基時下嫁許珏，隨夫居於潮州，後改封德安公主，育有二子許仲禮、許仲進，她在潮州逝世。
宋徽宗即位后，重封前朝皇女，于元符三年（1100年）三月，追封姑母为舒國大長公主。《宋史》載其「早薨」並非幼年早薨，而是因為她在潮州逝世後，其夫又谪戍儋州未返，故稱「早薨」